# Новошипичный
Новошипичный — упразднённый в 2004 году посёлок в Свердловской области России, относившийся к городу областного подчинения Ивделю. Входил в муниципальное образование город Ивдель. В посёлке расположена охото-рыболовная турбаза Новошипичный.

## Географическое положение
Посёлок Новошипичный располагался в 44 километрах (по дорогам в 52 километрах) к северу от города Ивделя, на левом берегу реки Лозьвы, в устье реки Лосиный Лог (левый приток Лозьвы).

## История
В советское время в посёлке находилась железнодорожная станция Новошипичный узкоколейной железнодорожной дороги Новошипичный — Гарёвка. В 1966 г. Указом Президиума ВС РСФСР посёлок узкоколейной железной дороги переименован в Новошипичный.
В начале 1990-х годов исправительная колония в посёлке была ликвидирована. Движение «тяжёлого» подвижного состава по узкоколейной железной дороге прекратилось. После этого узкоколейная железная дорога использовалась для поездок в лес на съёмных мотодрезина. В 2000 году полностью разобрана.
Областным законом № 180-ОЗ от 22 ноября 2004 года посёлок был упразднён. Закон вступил в силу через 10 дней после официального опубликования.